# Rosenblattia robusta
Rosenblattia robusta is een straalvinnige vissensoort uit de familie van diepwaterkardinaalbaarzen (Epigonidae). De wetenschappelijke naam van de soort werd voor het eerst geldig gepubliceerd in 1965 door Giles W. Mead & J.E. De Falla.
De typelocatie van de soort is het zuidwestelijk deel van de Stille Oceaan, maar de soort werd ook gevangen in de Indische Oceaan. Het holotype werd gevangen in het zuiden van de Stille Oceaan door de "Monsoon"-expeditie van het Scripps Institution of Oceanography in februari 1961.